# XMMS

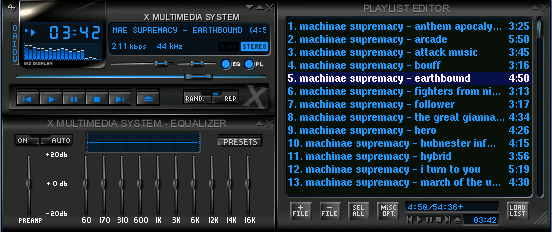
XMMS的預設外觀

X Multimedia System（XMMS）是一套自由的音訊播放器，其外表極像Winamp，但是執行在Unix-like作業系統。

## 歷史
XMMS原來的名字是"X11Amp"，是由Peter and Mikael Alm在1997年11月所編寫的，原因是「Linux沒有好的mp3播放器」。 （页面存档备份，存于） 這個播放器是特意模仿Winamp的，其第一個版本是在翌年5月發行的。自其發行後，XMMS皆支援Winamp的面板。雖然原來的授權是有版權的，但現已成為開放原始碼，採用GNU General Public License。
在1999年6月10日，4Front Technologies決定贊助X11Amp開發並將計劃名稱改成"XMMS" （页面存档备份，存于） - 這個名稱解為"X MultiMedia System"。大部份XMMS使用者將X解為X11或X Window System，但實際上X是解為"跨平台"。 （页面存档备份，存于）

### 批評
XMMS一直堅持使用古老的GTK+函式庫來編寫，最基本的不升級原因是因為大部份插件皆依賴於舊的GTK環境。很多程式設計師也認為XMMS的原始碼設計得太差，很難維護。基於以上原因，網路上出現了很多相關的改進計劃：
- Beep Media Player，是以GTK+ 2來重新編寫XMMS的音訊播放器，在2003年開始計劃。

- 而有一個並不著名的以GTK+ 2重新編寫XMMS的計劃，稱為XMMS2，是由Mohammed Sameer主持的，但此計劃已停止維護[來源請求]。XMMS2（英语：XMMS2）計劃，是打算將XMMS的程式碼全部重新編寫的，由Peter Alm主持，在2002冬季開始。

## 特色
XMMS現在支援以下的音訊和視訊檔案：
- 音樂光碟，包含經由FreeDB支持CDDB
- libmikmod所支援的格式（including .XM, .MOD, .IT）
- MPEG Layer 1,2 and 3（即是MP3），經由mpg123函式庫支援
- Vorbis
- WAV
- TTA - 經由第三方插件支援
- WavPack - 經由第三方插件支援
- speex經由第三方插件支援高质及高比率壓縮
- FLAC經由FLAC插件支援
- AAC經由faad2函式庫插件支援，支援m4a檔案
- WMA經由第三方插件提供有限度支援

參見：https://web.archive.org/web/20130715120646/http://mcmcc.bat.ru/xmms-wma/
它支援Icecast與SHOUTcast串流，而且相容Winamp 2的面板。

## XMMS 2發展
- XMMS2 0.2 DrCox釋出（2006年2月21日）。

## 外部連結
- 官方網站